# Burning Man

Logo festivalu

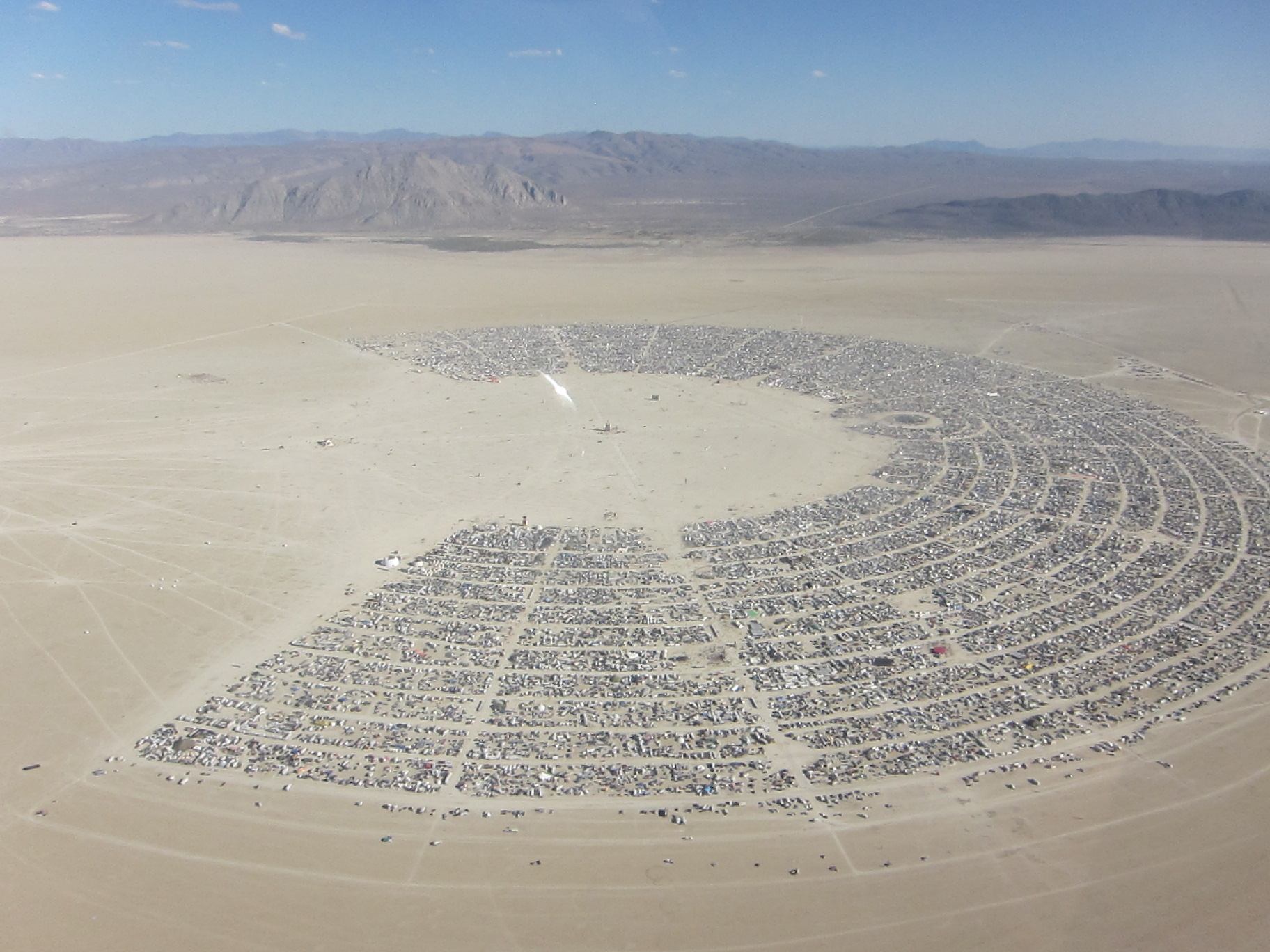
Letecký pohled na Black Rock City

Burning Man (Hořící muž) je festival pořádaný v lokalitě Black Rock Desert (Nevada, USA) každoročně na přelomu srpna a září. Organizuje ho sdružení Black Rock City LLC.
Tradici festivalu založil Larry Harvey, který na letní slunovrat roku 1986 spálil na pláži Baker Beach v San Franciscu velkou dřevěnou sochu muže se psem jako symbolickou tečku za svým minulým životem poté, co ho opustila přítelkyně. Tento happening přilákal množství diváků a opakoval se každý rok. V roce 1990 bylo po potížích s úřady rozhodnuto přemístit rituál do neobydlené oblasti na dně vyschlého jezera v severní Nevadě, kde pokaždé vyroste improvizované městečko Black Rock City. Také byl změněn termín, aby se využilo celostátního volna na první zářijové pondělí (Labor Day). Počet účastníků postupně rostl z několika stovek až na 50 000.
Pořadatelé festivalu vycházejí z koncepce „dočasné autonomní zóny“, kterou formuloval Hakim Bey. Burning Man je zamýšlen jako prostor pro svobodné setkávání, sdílení zážitků a seberealizaci. Umělci pořádají různé koncerty, světelné show a performance, do kterých zapojují i diváky, typické pro atmosféru festivalu jsou bizarní kostýmy, masky a různě vyzdobená vozidla. Na závěr akce je společně spálena obří lidská postava (z původní velikosti přes dva metry postupně rostla až na současných třicet metrů).
Vstupné na festival činí 650 dolarů, od návštěvníků se požaduje, aby si přivezli vlastní jídlo a pití a aby po sobě při odjezdu všechno uklidili. Zakázány jsou zbraně, pyrotechnika a jízda po areálu rychlostí vyšší než pět mil za hodinu.